# Anne Løset
Anne Mogensdotter Løset (décédée en 1679) est une Norvégienne qui a été jugée pour sorcellerie présumée, condamnée au bûcher et brûlée vive. 

## Biographie
Femme célibataire, elle est la mère de Marit Jetmundsdatter qui vit à Nordfjord. Vivant dans la mendicité, elle a un jour répondu à un refus par des menaces et des calomnies, ce qui est certainement la raison pour laquelle elle fut accusée de sorcellerie. Selon les dires, sa grand-mère fut elle aussi brûlée comme sorcière. 
Accusée par sa voisine de l'avoir rendu malade, elle est aussi accusée d'avoir rendu malade le bétail. Anne Løset nie pendant longtemps toutes les accusations, mais finit par craquer en fait des aveux complets. Elle nomme également quatre autres femmes avec qui elle aurait assisté à une messe de Noël avec Satan à Dovrefjell en 1678. 
Elle est finalement brûlée vive en décembre 1679 à Vanylven. Anne Løset est l'une des dernières sorcière exécutée en Norvège. 
Dans le district de Sunnmøre, un total de 19 procès de sorcières sont documentés au cours du XVIIe siècle. 